# El poema del hombre Dios
El Poema del Hombre Dios (título italiano: Il Poema dell'Uomo-Dio) es un libro escrito por Maria Valtorta en varios volúmenes de unas cinco mil páginas sobre la vida de Jesucristo. Las ediciones actuales del libro llevan el título de: El Evangelio como me ha sido revelado.
El libro fue publicado por primera vez en italiano en 1956 y desde entonces ha sido traducido a 10 idiomas y está disponible en todo el mundo.[cita requerida] Se basa en las más de 15,000 páginas manuscritas producidas por María Valtorta entre 1943 y 1947. Durante estos años ella informó sobre las Visiones de Jesús y María y conversaciones personales y dictados de Jesús. Sus cuadernos (publicados por separado) incluyen cerca de 700 episodios detallados en la vida de Jesus, como una extensión de los evangelios.
Los episodios escritos a mano de Maria Valtorta (que no tenían un orden cronológico) fueron escritos en páginas separadas por su sacerdote y vueltos a ensamblar como un libro. La primera copia del libro fue presentada al Papa Pio XII, y a tres sacerdotes servitas que asistieron a la audiencia papal de 1948 quienes declararon que él dio su aprobación verbal para "publicar esta obra tal como es, el que lea esta obra la entenderá". Aun así, la Congregación para la Doctrina de la Fe  prohibió la publicación y, cuando a pesar de ello siguió publicándose colocó el libro en el Index librorum prohibitorum L'Osservatore Romano lo llamó, "Una vida de Jesús gravemente ficticia".
En 1992, a petición de la Congregación para la Doctrina de la Fe, el cardenal Dionigi Tettamanzi le pidió al editor que se asegurara de que "en cualquier reimpresión futura de los volúmenes, cada uno debería, desde su primera página, declarar claramente que las 'visiones' y los "dictados" mencionados en él no pueden considerarse de origen sobrenatural, sino que deben considerarse simplemente como formas literarias utilizadas por el autor para narrar a su manera la vida de Jesús". El editor sostuvo que esta era una declaración implícita de que el trabajo estaba libre de error doctrinal o moral.

## Escritura
Maria Valtorta estuvo postrada en su cama en Viareggio, Italia, durante la mayor parte de su vida. Valtorta fue miembro de la Tercera Orden Servitas de María, afiliada a la orden a la que pertenecía su director espiritual , el Padre Romualdo Migliorini, OSM .
En la mañana del viernes santo de 1943 ella informó haber tenido una visión en la que Jesús apareció y habló con ella. Mientras que Valtorta no comenzó a escribir El poema del Hombre-Dios hasta 1944, las escrituras anteriores incluyeron varios temas como la mariología, el darwinismo, y el sufrimiento. Informó haber tenido muchas más visiones y conversaciones con Jesús y la  Virgen Maria  dijo que Jesús le había pedido que registrara sus visiones por escrito. Ella continuó escribiendo sus visiones en sus cuadernos hasta 1947.
El poema del Hombre Dios no es una transcripción secuencial de los cuadernos de Valtorta, ya que sus visiones (que estaban fechadas en sus cuadernos) no estaban en el mismo orden que el flujo de tiempo en la narrativa que ella escribió. Por ejemplo, informó haber tenido una visión de La Última Cena el 9 de marzo de 1945, mientras que otra sobre la Bienaventuranza durante el Sermón de la montaña fue escrita más de dos meses después, el 24 de mayo de 1945. Sin embargo, el libro fue transcrito por su sacerdote siguiendo la vida de Jesús en forma cronológica, con notas a pie de página que se refieren a las fechas en que escribió cada episodio.

### Estilo narrativo
Valtorta describió con frecuencia cada escena dando detalles de los antecedentes, los árboles, las montañas, las condiciones climáticas y astronómicas en la Palestina del primer siglo, que ella afirmaba tener lugar en cada ocasión. Por ejemplo, su preludio al Sermón de la montaña escrito el 22 de mayo de 1945, representando el camino por el que Jesús camina, afirma que era un día claro en el que Jesús podía ver el Monte Hermón pero que el Valle de Jule no se podía ver. En algunos episodios, ella escribe sobre los colores de la ropa que veía que había sido usada por Jesús o los Apóstoles.
Los escritos de Valtorta incluyen conversaciones detalladas. En el episodio del Sermón de la montaña, escrito el 22 de mayo de 1945, Felipe el Apóstol saluda a Jesús en el camino y conversan. La escena describe cómo los otros Apóstoles bajan de la montaña para saludar a Jesús y cómo comienza el Sermón de la Montaña. Mientras que el Evangelio de Mateo se refiere a la Bienaventuranza en unos pocos párrafos (Mateo 5: 3-12), el texto para la única Bienaventuranza "pobre en el espíritu" que Jesús pronunció en su visión tiene una página y media de largo en la cuenta de Valtorta. El texto completo del Sermón de la montaña que escribió en su libreta y atribuido a Jesús toma tres episodios del 24 al 27 de mayo de 1945, y tiene más de 30 páginas.
Sus supuestas visiones describen parábolas, milagros y episodios en la vida de Jesús que no están presentes en ninguno de los Evangelios sinópticos. El 16 de febrero de 1944, ella escribió su relato del Juicio de Jesús por Caifás en los Evangelios sinópticos,  Lucas coloca la prueba después del amanecer, mientras que Mateo y Marcos se refieren a que se lleva a cabo en la noche. La versión de Valtorta tiene dos escenarios, uno por la noche y el otro después del amanecer. El segundo juicio se debe a la insistencia de Gamaliel de que la hora y el lugar del juicio de la noche va en contra de los procedimientos judiciales judíos, y su demanda de un nuevo juicio después del amanecer. Otro ejemplo es el episodio que escribió el 28 de febrero de 1946. Informa que en preparación para su Pasión, Jesús visitó la ciudad de Kerioth para despedirse y realizó un milagro, curando a una mujer descrita como "Ana de Kerioth" en su lecho de muerte. En este episodio, Jesús instruye a Ana para que cuide y consuele para siempre a María de Simón, quien, según Valtorta, era la madre de Judas Iscariote y supuestamente desconsolada por la traición de su hijo y la muerte de Jesús y Judas en el futuro cercano.

### Análisis astronómico

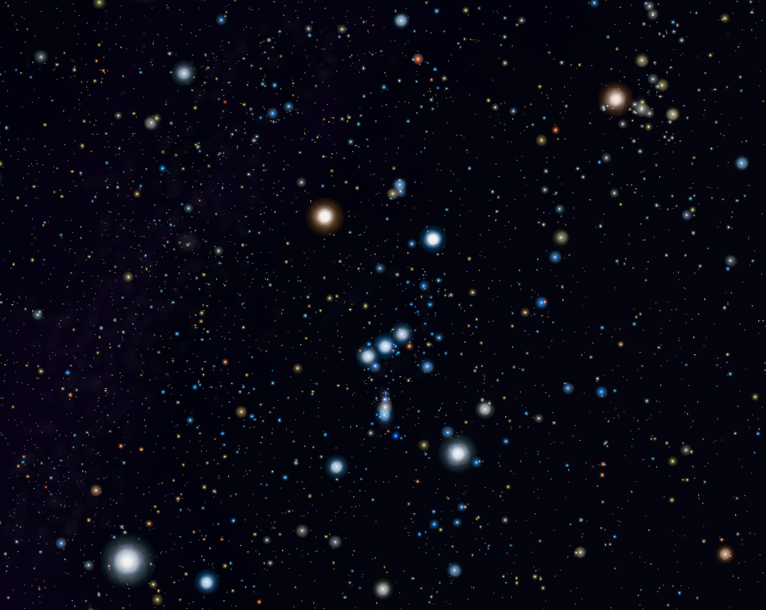
Vista de la constelación Orion

La narración del Poema del Hombre-Dios incluye una cantidad de observaciones de las posiciones de los cuerpos celestiales. Por ejemplo, en un episodio escrito el 11 de diciembre de 1945, Valtorta escribió sobre una noche que Jesús pasó en Umm Qais:
"El cielo brilla con innumerables estrellas ... con sus constelaciones de primavera y las magníficas estrellas de Orión: de Rigel y Betelgeuse, de Aldebarán, de Perseo, Andrómeda y Casiopea y las Pléyades unidas como hermanas. Y Sapphirine Venus cubierta de diamantes, y Marte de rubí pálido y el topacio de Júpiter ... "
En 1994 el físico de la Universidad Purdue Lonnie Lee VanZandt analizó estos eventos para estimar una fecha para el evento descrito. Utilizando una simulación por computadora, VanZandt señaló que las únicas posibilidades para la observación que Valtorta describió durante el mes de marzo serían AD31 y AD33, y después de considerar otros elementos en la narrativa, concluyó que marzo AD33 era la única posibilidad. Según VanZandt, la estimación de la verificabilidad conjunta de estas tres estrellas y la posición de la luna durante ese tiempo habría sido casi imposible sin un sistema informático.

## Publicación
Maria Valtorta al principio se mostró reacia a publicar sus cuadernos, pero siguiendo el consejo de su sacerdote, en 1947 aceptó su publicación. Las páginas escritas a mano fueron mecanografiadas y encuadernadas por el padre Romualdo Migliorini y su amigo el Padre Corrado Berti, de la Orden de los Servitas.
Poco después de abril de 1947, el padre Berti presentó la primera copia de la obra al  Papa   Pio XII, quien el 26 de febrero de 1948 recibió a los padres Migliorini y Berti, junto con su anterior padre, Andrea Checchin, en audiencia especial, como se informó al día siguiente el en L'Osservatore Romano el periódico del Vaticano.
Según Rookey, en la reunión, Pío le dijo a los tres sacerdotes; "Publique este trabajo tal como está. No hay necesidad de dar una opinión sobre su origen, sea extraordinario o no. Quien lo lea, lo entenderá. Uno escucha muchas visiones y revelaciones. No diré que son todas auténticas, pero hay algunas de las que se podría decir que lo son". En su relato del 8 de diciembre de 1978 sobre los acontecimientos relacionados con los escritos de María Valtorta, Berti resumió las palabras del Papa como "publica esta obra tal como está".
El obispo Roman Danylak dice que el  Cardenal Edouard Gagnon, escribiendo el 31 de octubre de 1987 al Centro de Investigación Maria Valtorta, habló de "el tipo de Imprimatur oficial otorgado ante testigos por el Santo Padre en 1948", mientras que el escritor David Michael Lindsey informa que el Cardenal Edouard Gagnon dijo: "Este juicio del Santo Padre en 1948 fue un imprimátur oficial del tipo que se da ante testigos".
El permiso al autor u ordinario del lugar de publicación o de impresión era necesario para publicar tales libros y tuvo que ser entregado por escrito. De acuerdo con el obispo Danylak, los editores de la primera edición, que pretendían presentar visiones y revelaciones privadas, no habían sometido el trabajo a la aprobación eclesiástica previa (nihil obstat). Aparentemente asumiendo que contaba con una aprobación verbal papal, el padre Berti presentó la obra para su publicación en la imprenta del Vaticano. Un año más tarde, en 1949, la Congregación para la Doctrina de la Fe convocó al Padre Berti y le ordenó entregar todas las copias. y prometer no publicar el trabajo. El padre Berti entregó sus copias mecanografiadas, pero devolvió el texto manuscrito original a María Valtorta.
En 1950, Maria Valtorta firmó un contrato con la editorial Michele Pisani, que entre 1956 y 1959 imprimió la obra en cuatro volúmenes, el primero de los cuales se tituló El poema de Jesús y los otros El poema del hombre Dios.

## La Iglesia coloca el libro en el Índice de Libros Prohibidos
Por decreto del 5 de enero de 1960, publicado por instrucciones del papa Juan XXIII, el Santo Oficio condenó el trabajo publicado y lo incluyó en el Índice. El decreto fue publicado también en L'Osservatore Romano del 6 de enero de 1960, acompañado por un artículo de primera página sin firma bajo el título "Una vida de Jesús gravemente ficticia". El libro fue colocado en el Índice debido a su pretensión de ser de origen sobrenatural.
El periódico vaticano volvió a publicar el contenido del decreto el 1 de diciembre de 1961, junto con una nota explicativa, como lo menciona el cardenal Joseph Ratzinger prefecto de la Congregación para la Doctrina de la Fe, en su carta 144/58 de 31 de enero de 1985, en que confió al cardenal Giuseppe Siri, arzobispo de Génova, la decisión de informar a un sacerdote de su archidiócesis de que el trabajo de Valtorta había sido incluido en el Índice y mantenía su dictamen moral, así como que "una decisión contraria a distribuir y recomendar un trabajo que no ha sido condenado a la ligera puede revertirse, pero solo después de profundos cambios que neutralicen el daño que tal publicación podría provocar entre los fieles ordinarios".
En 1992, el cardenal Dionigi Tettamanzi, presidente de la Conferencia Episcopal Italiana, ordenó al editor de la obra que indicara claramente al comienzo de cada volumen que las "visiones" y "revelaciones" mencionadas en él "no pueden considerarse de origen sobrenatural", sino que debían ser consideradas simplemente como formas literarias usadas por el autor para narrar a su manera la vida de Jesús". Su directiva, comunicada por carta 324/92 del 6 de enero de 1992, se hizo a petición de la Congregación para la Doctrina de la Fe. Su carta también recordó las notas sobre el asunto que aparecieron en L'Osservatore Romano del 6 de enero de 1960 y el 15 de junio de 1966.
En 1993, el Cardenal Ratzinger le escribió al Obispo Raymond James Boland de Birmingham, Alabama, que su Congregación había pedido a la Conferencia de Obispos italianos que pidiera al editor que publicara un descargo en los volúmenes que "claramente indicasen desde la primera página que las visiones y los "dictados" mencionados en él son simplemente las formas literarias utilizadas por el autor para narrar a su manera la vida de Jesús. No pueden considerarse de origen sobrenatural."

## Soporte
Un informe de 2009 de la Universidad de Yale  detalla la intrincada conexión entre las Apariciones marianas de Medjugorje y los escritos de María Valtorta.  Las supuestas visiones de Apariciones marianas de Medjugorje Marija Pavlovic y Vicka Ivankovic han declarado que los registros de Maria Valtorta de sus conversaciones con Jesús son veraces. Ivankovic hizo el 27 de enero de 1988, en 1981, Virgen María le dijo en Medjugorje: "Si una persona quiere conocer a Jesús, debe leer a María Valtorta. Ese libro es la verdad. Sin embargo, el padre Philip Pavich, O. F. M., un sacerdote franciscano croata americano que residía en Medjugorje, envió una carta circular a los devotos de Medjugorje, cuestionando las supuestas visiones de María Valtorta y el libro posterior.
El poema del Hombre Dios también se menciona en los escritos de Ottavio Michelini, de Mirandola, quien informó sobre una supuesta serie de dictados y visiones que también le dieron Jesucristo y la Virgen María de 1975 a 1979.
Al proporcionar su imprimatur en 2002, el obispo Danylak escribió: "¿Hay algo contra la fe o la moral en sus escritos? Todas sus críticas a regañadientes han reconocido que no hay nada en contra de la fe y la moral... No hay nada objetable en El poema del hombre Dios y todas los demás escritos de María Valtorta.
El arzobispo George Hamilton Pearce, S. M. escribió: "Me parece tremendamente inspirador. Es imposible para mí imaginar que alguien pueda leer este tremendo trabajo con una mente abierta y no convencerse de que su autor no puede ser nadie más que el Espíritu Santo de Dios."

## Críticas
Se ha criticado la obra valtortiana por contener en su mismo título la palabra "revelación" en su título, "El evangelio tal como me ha sido revelado", como si tuviera la pretensión de completar la Revelación de las escrituras sin embargo, estrictamente hablando, la idea de revelación se utiliza también en sentido lato, en cuanto revelación privada y de hecho así lo expone el Catecismo de la Iglesia Católica:  «A lo largo de los siglos ha habido revelaciones llamadas “privadas”, algunas de las cuales han sido reconocidas por la autoridad de la Iglesia... Su función no es la de... “completar” la Revelación definitiva de Cristo, sino la de ayudar a vivirla más plenamente en una cierta época de la historia» (numeral 67). 
En cuanto al contenido de la obra, el padre Mitch Pacwa, S. J., "los largos discursos de Jesús y María claramente contrastan con los evangelistas, que retratan a Jesús como 'humilde, reservado: sus discursos son delgados, incisivos'. La historia ficcionalizada de Valtorta hace que Jesús suene 'como un parlanchín, siempre listo para proclamarse el Mesías y el Hijo de Dios', o enseña teología en términos modernos. La Santísima Madre habla como una 'propagandista' de la moderna teología mariana ". Pacwa expone también que el poema tiene "muchos errores históricos, geográficos y de otro tipo". Por ejemplo, Jesús habría usado un destornillador (Vol. 1, pp. 195, 223), pero esto siglos antes de que existieran los tornillos".